# Mosna
Mosna (izvirno srbsko Мосна) je naselje v Srbiji, ki upravno spada pod Občino Majdanpek; slednja pa je del Borskega upravnega okraja.

## Demografija
V naselju, katerega izvirno (srbsko-cirilično) ime je Мосна, živi 610 polnoletnih prebivalcev, pri čemer je njihova povprečna starost 39,3 let (38,0 pri moških in 40,6 pri ženskah). Naselje ima 268 gospodinjstev, pri čemer je povprečno število članov na gospodinjstvo 2,94.
To naselje je, glede na rezultate popisa iz leta 2002, večinoma srbsko.
|  |

| Demografija | Demografija     | Demografija     |
| Leto        | Št. prebivalcev | Št. prebivalcev |
| ----------- | --------------- | --------------- |
|             |                 |                 |
|             |                 |                 |
|             |                 |                 |
|             |                 |                 |
| 1948        | 923             |                 |
| 1953        | 966             |                 |
| 1961        | 1027            |                 |
| 1971        | 905             |                 |
| 1981        | 920             |                 |
| 1991        | 920             | 882             |
| 2002        | 850             | 787             |
|             |                 |                 |

| Etnična sestava po popisu iz leta 2002 | Etnična sestava po popisu iz leta 2002 | Etnična sestava po popisu iz leta 2002 | Etnična sestava po popisu iz leta 2002 | Etnična sestava po popisu iz leta 2002 |
| -------------------------------------- | -------------------------------------- | -------------------------------------- | -------------------------------------- | -------------------------------------- |
| Srbi                                   | Srbi                                   |                                        | 767                                    | 97,45%                                 |
| Vlahi                                  | Vlahi                                  |                                        | 15                                     | 1,90%                                  |
| Črnogorci                              | Črnogorci                              |                                        | 2                                      | 0,25%                                  |
| Romuni                                 | Romuni                                 |                                        | 1                                      | 0,12%                                  |
| Makedonci                              | Makedonci                              |                                        | 1                                      | 0,12%                                  |
| Neznano                                | Neznano                                |                                        | 1                                      | 0,12%                                  |